# Hans Jung (Wirtschaftswissenschaftler)
Hans Jung (* 23. Januar 1944 in Wien) ist ein deutscher Wirtschaftswissenschaftler und Hochschullehrer.

## Leben
Jung studierte von 1965 bis 1968 an der Staatlichen Ingenieurschule für Maschinenbau in Siegen, einem Vorläufer der Universität Siegen. Er arbeitete als Ingenieur bei Schloemann-Siemag sowie von 1970 bis 1972 bei der Daimler-Benz. 1973 nahm er ein Studium der Wirtschaftswissenschaften an der TU Berlin auf, das er 1976 als Diplom-Kaufmann abschloss. Im folgenden Jahr wurde er Diplom-Ingenieur. 1978 kehrte er zur Daimler-Benz AG zurück. 1980 wurde Jung an der TU Berlin zum Dr. rer. pol. promoviert. Von 1988 bis 1997 lehrte er als Professor Allgemeine Betriebswirtschaft und Arbeitswissenschaft an der Fachhochschule Niederrhein, Standort Mönchengladbach. An der Fachhochschule Harz, Standort Wernigerode, war er 1997/1998 tätig und lehrte Allgemeine Betriebswirtschaft, Rechnungswesen/Controlling. Seit 1998 ist er Professor für Allgemeine Betriebswirtschaft und Personalmanagement an der Hochschule Lausitz, Standort Cottbus.
Sein Lehrbuch Allgemeine Betriebswirtschaftslehre erschien 2010 in der 12. Auflage (13. Auflage mit kleinen Änderungen 2016, ISBN 978-3486763768); Personalwirtschaft erreichte 2010 die neunte Auflage.
Auch ist Hans Jung im Bereich des Schachspielens tätig. Seit 1974 gehört er dem Verein Schachfreunde Siemensstadt an. Seine höchste Elo-Zahl war 2135 im Oktober 2003.

## Schriften (Auswahl)
- Erfolgreiche Personalführung und modernes Management in Wirtschaft und Verwaltung.  Verlag Moderne Industrie, München 1980 ISBN 3-478-59121-X.
- Persönlichkeitstypologie. Oldenbourg, München 1993 ISBN 3-486-22587-1.
- Personalwirtschaft. Oldenbourg, München 1995 ISBN 3-486-22596-0.
- Allgemeine Betriebswirtschaftslehre. Oldenbourg, München 1999 ISBN 3-486-24404-3.
- Controlling. Oldenbourg, München 2003 ISBN 3-486-27315-9.